# Астра ромашковая
А́стра рома́шковая, или италья́нская (лат. Áster améllus) — вид многолетних травянистых растений рода Астра семейства Астровые, или Сложноцветные (Asteraceae).
Другие названия на русском языке: Астра дикая, Астра европейская, Астра степная.

## Распространение и экология
Европейско-малоазиатский луговой лесостепной вид, ареал которого охватывает Средиземноморье, Среднюю, Атлантическую и Восточную Европу от Прибалтики до Западной Сибири и Кавказа.
В России — Европейская часть и юго-западная часть Западной Сибири.
Степной мезоксерофит.
Растёт на остепнённых лугах, в светлых лесах, на опушках, в оврагах и речных долинах.

## Ботаническое описание
Гемикриптофит — травянистый многолетник с почками на уровне почвы, защищаемыми зимой снегом и листовым опадом.
Растение короткокорневищное, высотой 20—70 см.
Стебель прямостоячий, красноватый, разветвлённый, по всей длине облиственный, густо опушённый короткими волосками.
Нижние листья обратнояйцевидные, зелёные или сизые от жёстких волосков, цельнокрайные. Средние и верхние стеблевые листья сидячие, притупленные, но с остриём на верхушке, по краю цельные с тремя ясными жилками. Нижние листья — черешковые.
Корзинки от 3 до 5 см в диаметре, с широкой полушаровидной обёрткой, собраны в щитковидную метёлку. Внутренние листочки обёртки длиннее наружных — ланцетные, пурпурные наверху или целиком окрашенные, наружные — лопатчатые, зелёные. Краевые ложноязычковые цветки — женские, превышающие вдвое обёртку, линейно-ланцетные, фиолетовые или голубые, 5—15 мм длиной с короткой трубкой. Цветки диска обоеполые, жёлтые, трубчатые, 5—6 мм длиной. Цветение в Европейской России — с июня по сентябрь.
Плод — густоволосистая, сжатая семянка с вдвое более длинным белым хохолком. Плодоношение в Европейской России — в июле—октябре.

## Таксономия
Aster amellus L., 1753, Species Plantarum 2: 873.

### Синонимы
- Amellus officinalis Gaterau
- Amellus vulgaris Opiz
- Aster acmellus Pall.
- Aster albus Willd. ex Spreng.
- Aster amelloides Hoffm.
- Aster amelloides Besser
- Aster atticus Pall.
- Aster bessarabicus Bernh. ex Rchb.
- Aster collinus Salisb.
- Aster elegans Nees
- Aster noeanus Sch.Bip. ex Nyman
- Aster ottomanum Velen.
- Aster pseudamellus Wender.
- Aster pseudoamellus DC.
- Aster purpureus Gueldenst. ex Ledeb.
- Aster scepusiensis Kit. ex Kanitz
- Aster scepusiensis Kit.
- Aster tinctorius Wallr.
- Aster trinervius Nom. inval.
- Diplopappus asperrimus (Nees) DC.
- Diplopappus laxus Benth.
- Galatella asperrima Nees
- Kalimares amellus (L.) Raf. ex B.D.Jacks.

### Разновидности
- Aster amellus L. subsp. bessarabicus (Bernh. ex Rchb.) Soó [syn.  Aster bessarabicus Bernh. ex Rchb.]
- Aster amellus L. subsp. ibericus (Steven) V.E.Avet. [syn.  Aster ibericus Steven]

## Значение и применение
Как декоративное растение находит широкое применение в цветниках.

## В культуре
Цветёт с середины июля до сентября (60—65 дней). Культивируют много сортов с сиреневыми, лавандовыми, розовыми, светло- и тёмно-синими соцветиями.
Почвы: тёплые, суховатые, известковые, хорошо дренированные, гравийные.
Свет: участки, освещённые солнцем большую часть дня. Используют для солнечных миксбордеров, для групповых посадок на солнечных опушках.
Разновидность Aster amellus var. bessarabicus (= amelloides) выше номинальной формы, часто используется в гибридизации, имеет более крупные корзинки и цвет язычковых цветков более пурпурный.
Гибриды:
- Cassubicus Major — куст высокорослый, цветки тёмно-фиолетовые.
- Rubellus — цветки красновато-пурпурные.

Популярные сорта:
- 'Гном' ('Gnom') — язычковые цветки фиолетовые.
- 'Герман Лёне' ('Herman Lens') — сорт обильноцветущий, язычковые цветки светло-фиолетовые.
- 'Генрих Зейберт' ('Henrich Seibert') — язычковые цветки светло-розовые.
- 'Розея' ('Rosea') — корзинки до 4 см в диаметре, язычковые цветки розовые, трубчатые — светло-коричневые, цветёт 40—45 дней.
- 'Кобольд' ('Kobold') — корзинки до 4 см в диаметре, язычковые цветки тёмно-лиловые, цветёт в средней полосе в июле 50—55 дней;
- 'Церулея' ('Coerulea') — корзинки до 4 см в диаметре, язычковые цветки голубые или сиреневые, трубчатые — жёлтые.
- 'Кинг Георг' ('King George') — соцветия фиолетово-голубые.
- 'Леди Хайндлип' ('Lady Hindlip') — соцветия с розовыми краевыми цветками.
- 'Rudolf Goeth' (syn. 'Rudolf Goethe') — высота растений до 50 см. Куст полушаровидной формы с хорошо разветвлёнными опушенными стеблями, листья сидячие, линейно-ланцетные, расположенные в очередном порядке. Соцветия крупные, до 4—5 см в диаметре, в рыхлых щитках. Каждое соцветие несёт 10—15 соцветий-корзинок, поэтому растение плотно ими покрыто. Язычковые цветки лавандово-голубые, трубчатые — жёлтые. Цветёт с августа до заморозков (60—65 дней).

Сорта менее устойчивы к заболеваниям и при определённых условиях (плохая аэрация почвы, застойное увлажнение, слишком плодородные почвы, частая посадка) поражаются грибковыми заболеваниями, особенно Verticillum albo-atrium, а также требуют более частого деления.
Размножение семенами и делением куста весной.